# Andrena suerinensis
Andrena suerinensis är en biart som beskrevs av Heinrich Friese 1884. Andrena suerinensis ingår i släktet sandbin, och familjen grävbin. Inga underarter finns listade i Catalogue of Life.